# Meteș
Meteș – wieś w Rumunii, w okręgu Alba, w gminie Meteș. W 2011 roku liczyła 348 mieszkańców.